# Большой Дыш
Большой Дыш (Четук) — река в Краснодарском крае и Республики Адыгея. Устье реки находится в 9 км по левому берегу реки Дыш. Длина реки — 39 км, площадь водосборного бассейна — 129 км².

## География
Река берёт своё начало с северного склона хребта Пшаф и далее течёт с уклоном на северо-восток. Верховье и среднее течение реки расположены на территории городского округа Горячий Ключ, где река преимущественно протекает по гористо-холмистой местности. На территории городского округа Адыгейск, река выходит из своего ущелья и далее протекает по равнинной местности. Впадает в реку Дыш, северо-восточнее хутора Псекупс.
В низовье реки расположены населённые пункты — Псекупс и Северный.

## Данные водного реестра
По данным государственного водного реестра России относится к Кубанскому бассейновому округу, водохозяйственный участок реки — Кубань от города Усть-Лабинск до Краснодарского гидроузла, без рек Белая и Пшиш. Речной бассейн реки — Кубань.
Код объекта в государственном водном реестре — 06020001312108100005477.